# 扬·海勒纳斯·费果荪
扬·海勒纳斯·费果荪（英語：Jan Helenus Ferguson，1826年5月19日—1908年4月13日），是荷兰的外交官，曾担任驻清朝公使，并觐见了同治皇帝递交国书。

## 生平
1826年，出生。
1866年，任阿鲁巴岛副总督。
1872年，任驻华总领事兼公使。
1873年，觐见同治皇帝。
1895年，退休回国。
1908年，去世。

## 作品
- 《The Red Cross alliance at sea》（1871年）
- 《Manual of international law for the use of navies, colonies and consulates》（1884年）
- 《De zeden wet der natuur en haar invloed op de ontwikkeling der staatsvormen》（1886年）
- 《The philosophy of civilization, a sociological study 》（1893年）
- 《Jurisdiction et exterritorialité en Chine》（1890年）
- 《et bimetallisme en de jongste muntverordening van Britsch Indië, eene schets op het gebied der staathuishoudkunde》（1894年）
- 《The international conference of the Hague, a plea for peace in social evolution》（1899年）